# 프랭크 W. 밀번
프랭크 W. 밀번(Frank W. Milburn, 1892년 1월 11일- 1962년 10월 25일)은 제1차 세계 대전, 제2차 세계 대전, 한국 전쟁에서 복무한 미국의 중장이다.

## 생애
밀번은 1892년 1월 11일 미국 인디애나 주에서 태어났다. 그는 미국 육군사관학교를 나와 1914년 6월 중위로 진급했다. 제1차 세계 대전 당시 밀번은 파나마 운하 지대에서 복무했다. 이후 그는 여러 보병부대에서 복무했고, 이들 중에는 제5·33·15·28보병여단도 포함되어 있었다.
전간기에 그는 미국 육군 참모대학교를 졸업해 준장으로 진급했다. 그는 1942년 8월 미국 제83보병사단의 사단장으로 선택되었다. 밀번은 1943년 12월까지 제83보병사단에서 복무했고, 그는 제21군단을 지휘했다. 제2차 세계 대전 당시 그는 알렉산더 패치 장군 휘하의 미국 제7군에서 일했고, 그는 1945년 2월 콜마르 포위전에서 큰 역할을 했다. 장 드라트르 드타시니는 그를 이렇게 묘사했다.

프랭크 W. 밀번이 1월 25일 10시에 로타우에 도착했을 때, 저는 그의 호리호리하고 근육질 있는 몸매와 똑바른 눈, 그리고 전투가의 에너지 넘치는 모습을 보고 그가 가장 주의깊고 명령에 복종하는 그의 모습을 찾는데 많은 시간이 필요하지는 않았습니다. 그의 성격 중 착실함과 현실에 대한 명확한 관점, 그리고 지도자 같은 권위는 단번에 저에게 명백해졌고, 제21군단이 그에게 인계할 어려운 임무들이 성공적으로 끝낼 것이라는 완벽한 자신감을 가졌습니다.

전쟁 이후, 밀번은 1945년 7월 제21군단의 지휘를 잠깐 동안 맡았다. 이후 그는 짧게 미국 제7군과 23군단의 지휘관이 되었다. 밀번은 1945년 11월부터 1946년 6월까지 미국 제5군단의 사령관이 되었다. 1946년 6월부터 1949년 5월까지 그는 미국 제1보병사단의 지휘를 맡았다. 그는 1949년 중장으로 진급했고, 1950년까지 미국 육군 유럽사령부에서 부사령관으로 복무했다.
한국 전쟁 동안 밀번은 일시적으로 미국 제9군단을 지휘했다. 1950년 9월부터 1951년 6월까지 그는 미국 제1군단을 지휘하며 10월 북한군 침공에 대해 감도갰다. 1950년 12월 이틀 간 중공군 개입으로 밀번은 제8군의 지휘를 일시적으로 맡았다. 이후 밀번은 5개의 미군 군단을 지휘한 것으로 유명해졌다. 그는 1952년 4월 군에서 은퇴했고 몬타나 대학의 체육 교수가 되었다.

## 참조
- Encyclopedia of the Korean War. Spencer C. Tucker, ed. Santa Barbara, ABC-CLIO, 2000. ISBN 1-57607-029-8.
- The History of the French First Army. Jean de Lattre de Tassigny. London, George Allen & Unwin Ltd., 1952.
- Riviera to the Rhine. Jeffrey J. Clarke and Robert Ross Smith. Washington, Government Printing Office, 1993.
- U.S. Army World War II Corps Commanders. Robert H. Berlin. Fort Leavenworth, Command and General Staff College, 1989.